# 15-я сессия Комитета всемирного наследия ЮНЕСКО

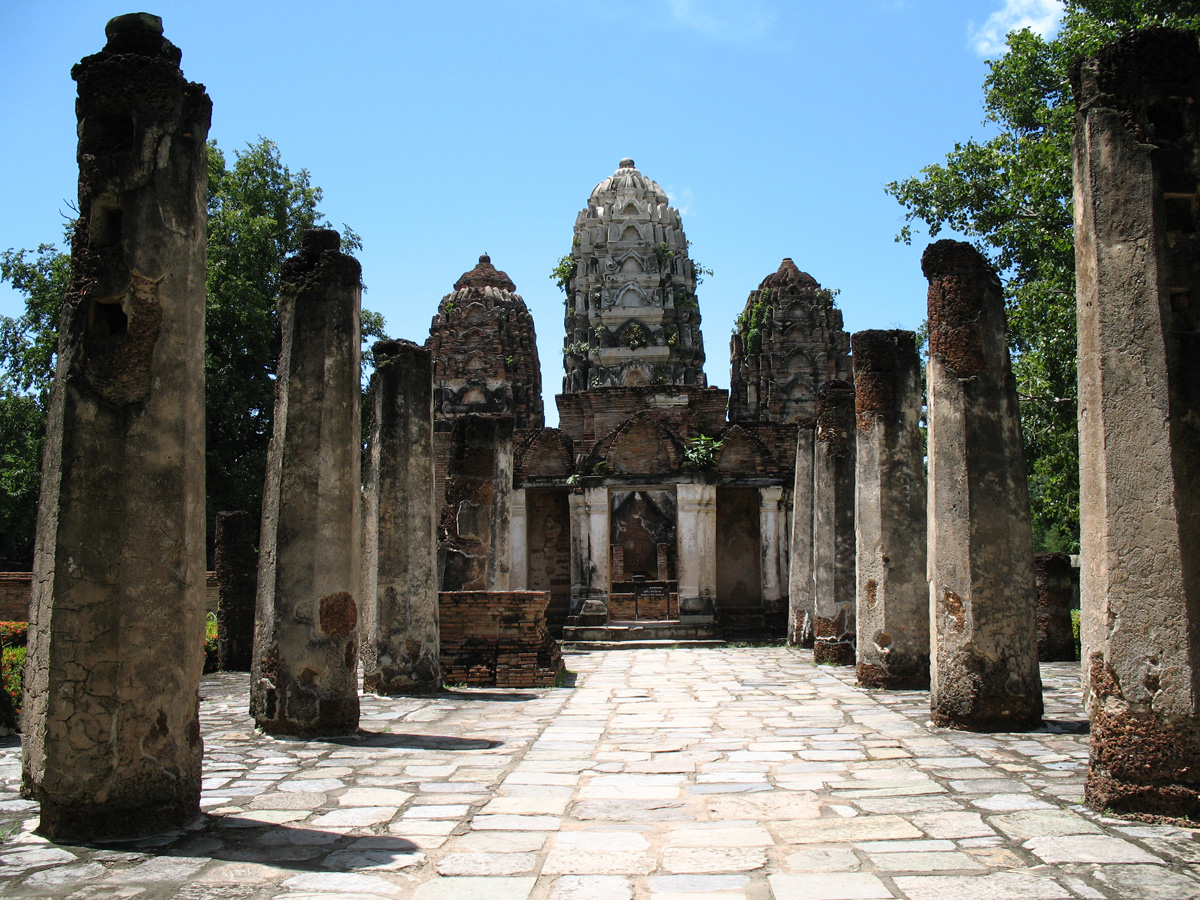
Сукотаи (исторический город)

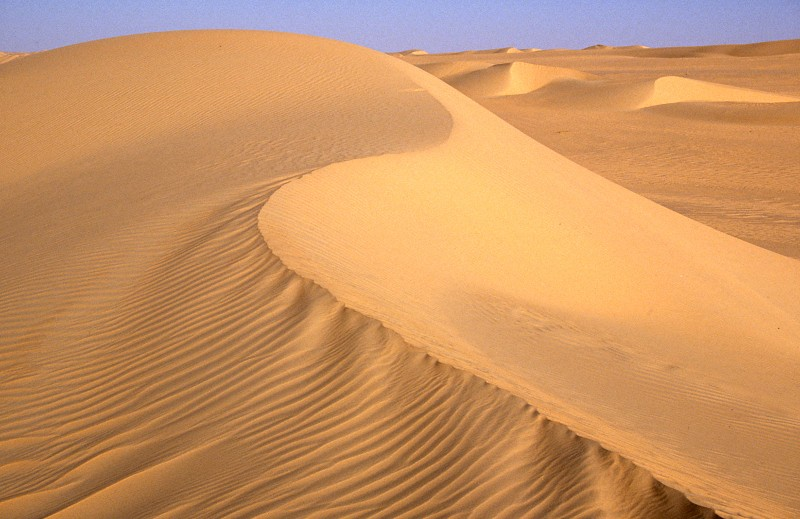
Тенере

15-я сессия Комитета всемирного наследия ЮНЕСКО проходила с 9 по 13 декабря 1991 года, в Карфагене, Тунис. Было подано 22 объектов в список всемирного наследия ЮНЕСКО. 16 объектов культурного наследия и 6 смешанного наследия. Таким образом, общее число регистраций достигло 360 (261 культурного наследия, 16 смешанных и 83 природных описания наследия).

## Объекты, внесённые в список всемирного наследия

### Культурное наследие
Боливия: Исторический город Сукре
Бразилия: Национальный парк Серра-да-Капивара
Германия: Монастырь и надвратная капелла в городе Лорш
Финляндия: Старая часть города Раума
Финляндия: Крепость Суоменлинна
Франция: Париж: Берега Сены
Франция: Реймсский собор, Базилика Святого Ремигия и Дворец То в Реймсе
Индонезия: Храмовый комплекс Боробудур
Индонезия: Храмовый комплекс Прамбанан
Мексика: Исторический центр Морелия
Мозамбик: Город-остров Мозамбик
Испания: Монастырь Поблет
Шри-Ланка: “Золотой храм” Дамбулла
Таиланд: Исторический город Сукотаи и связанных с ним исторических городов
Таиланд: Исторический город Аютия
Швеция: Королевская резиденция Дроттнингхольм
Перу: Исторический центр города Лима

### Смешанные
Австралия: Залив Шарк, Западная Австралия
Индонезия: Национальный парк Уджунг Кулон
Индонезия: Национальный парк Комодо
Нигер: Природный резерват на плато Аир и пустыни Тенере
Румыния: Дельта Дуная
Таиланд: Резерваты дикой природы Тхунгъяй и Хуайкхакхэнг

### Расширены
Ни один объект не был добавлен.

### Убраны из Красного списка
Ни один объект не был добавлен.

### Добавлены в Красный список
Старый город Дубровник в Хорватии